# Atletica leggera ai Giochi della XXV Olimpiade - Lancio del giavellotto maschile

Video della Finale (tutta la gara)

Il lancio del giavellotto ha fatto parte del programma maschile di atletica leggera ai Giochi della XXV Olimpiade. La competizione si è svolta nei giorni 7 e 8 agosto 1992 allo Stadio del Montjuic di Barcellona.

## Presenze ed assenze dei campioni in carica
| Competizione         | Atleta               | Prestazione | Barcellona 1992 |
| -------------------- | -------------------- | ----------- | --------------- |
| Olimpiadi 1988       | Tapio Korjus         | 84,28 m     | Rit. 1989       |
| Commonwealth 1990    | Steve Backley        | 86,02 m     | Presente        |
| Goodwill Games 1990  | Viktor Zaycev        | 84,16 m     | Presente        |
| Europei 1990         | Steve Backley        | 87,30 m     | Presente        |
| Asiatici 1990        | Masami Yoshida       | 77,26 m     | Presente        |
| Panamericani 1991    | Ramón González       | 79,12 m     | Assente         |
| Africani 1991        | Christian Okemefula  | 77,14 m     | Assente         |
| Mondiali 1991        | Kimmo Kinnunen       | 90,82 m     | Presente        |
|                      |                      |             |                 |
| Mondiali junior 1988 | Vladimir Ovchinnikov | 77,08 m     | Non selez.      |

1. ↑  Sotto la bandiera della Gran Bretagna.

## La gara
Il miglior lancio di qualificazione è di Jan Železný con 83,96.

In finale il cecoslovacco spara subito una bordata a 89,66: è nuovo record olimpico. Al secondo turno prova a rispondere il finlandese Raty con 86,60. Backley, campione europeo e primatista mondiale, invece non va oltre 83,38 metri al quarto turno, cui Železný risponde con 88,18. All'ultima prova Raty fa un nullo mentre Backley sbaglia il lancio e il suo giavellotto non va oltre gli 80 metri. Il britannico si deve accontentare del bronzo. Si ferma ai piedi del podio il campione mondiale, Kimmo Kinnunen, che giunge quarto con 82,62.

## Risultati

### Turno eliminatorio
Qualificazione80,00 m
Otto atleti ottengono la misura richiesta. Ad essi vanno aggiunti i 4 migliori lanci, fino a 79,14 m.

### Finale
| Pos | Paese          | Atleta        | Weite   |
| --- | -------------- | ------------- | ------- |
|     | Cecoslovacchia | Jan Železný   | 89,66 m |
|     | Finlandia      | Seppo Räty    | 86,60 m |
|     | Gran Bretagna  | Steve Backley | 83,38 m |